# I mali del secolo
I mali del secolo (с итал. — «Беды века») — студийный альбом итальянского певца и актёра Адриано Челентано, вышедший на LP 5 мая 1972 года. В 1995 году альбом был переиздан на компакт-диске.

## Тематика и особенности песен
Все песни этого альбома, за исключением первой, написаны самим Челентано. Большинство из них посвящены проблемам современного мира, современной Италии. Особенно успешной стала сатирическая песня против загрязнения окружающей среды — «Un albero di trenta piani» (с итал. — «Дерево в тридцать этажей»). Кроме того, была выпущена испанская версия этой композиции — «Un arbòl de 30 pisos». Диск также содержит композицию «La ballata di Pinocchio» (с итал. — «Баллада о Пиноккио»), посвящённую персонажу популярной итальянской сказки «Пиноккио».
Песня «La siringhetta» (с итал. — «Шприц») посвящена проблемам наркомании, а «L’ultimo degli uccelli» (с итал. — «Последняя из птиц») — против убийства птиц и животных. Первый куплет композиции «Quel signore del piano di sopra» исполняется на вымышленном языке, а второй — на итальянском.
Композицию «Disse» Челентано также исполнил живьём 27 сентября 1997 года на концерте в Болонье, посвящённом 23-му Национальному евхаристическому конгрессу, на котором присутствовал Иоанн Павел II.
В записи альбома принимали участие музыканты из группы Il Balletto di Bronzo.

## Обложка
Обложка альбома представляет собой чёрно-белую фотографию Адриано Челентано в наушниках, сидящего в центре мегаполиса в миниатюре. На фоне — бледное солнце и чёрное небо.

## Список композиций
Слова и музыка всех песен — Адриано Челентано (за исключением первой).
| №  | Название                                                          | Длительность |
| -- | ----------------------------------------------------------------- | ------------ |
| 1. | «Ready Teddy»                                                     | 3:07         |
| 2. | «Un albero di trenta piani» (Дерево в тридцать этажей)            | 4:01         |
| 3. | «Forse eri meglio di lei» (Может, ты была лучше неё)              | 5:25         |
| 4. | «La ballata di Pinocchio» (Баллада о Пиноккио)                    | 6:46         |
| 5. | «Disse» (Скажи)                                                   | 4:21         |
| 6. | «La siringhetta» (Шприц)                                          | 4:37         |
| 7. | «L’ultimo degli uccelli» (Последняя из птиц)                      | 4:46         |
| 8. | «Quel signore del piano di sopra» (Тот господин с верхнего этажа) | 5:17         |

## Участники записи
- Адриано Челентано — вокал; тексты и музыка;
- Джанни Леоне (итал. Gianni Leone) — клавишные;
- Джанкарло Стинга (итал. Giancarlo Stinga) — ударные;
- Нандо Де Лука (итал. Nando De Luca), Натале Массара (итал. Natale Massara) — аранжировки;
- Мики Дель Прете (итал. Miki Del Prete) — продюсер.
- Джуни Руссо (итал. Giuni Russo) — бэк-вокал.